# Западно-Сибирское книжное издательство
«За́падно-Сиби́рское кни́жное изда́тельство» — советское государственное издательство. Основано в 1964 году в Новосибирске. В 1985 году преобразовано в «Новосибирское областное книжное издательство».

## История
Основано в 1964 году в результате объединения Западно-Сибирского краевого отделения ОГИЗ, Омского областного книжного издательства и Томского областного книжного издательства.
В 1970—1980-е годы издательство было одним из крупнейших региональных издательств СССР: ежегодно издавалось ~120 книг и брошюр общим тиражом ~5 млн экземпляров. В частности, в 1976—1979 годах тираж взрослой художественной литературы составил 1 млн 525 тыс. экземпляров, детской — 9 млн 350 тыс. экземпляров (только в 1979 году было издано 104 книги и брошюры общим тиражом 4,7 миллиона экземпляров). Книги серии «Библиотека сибирского романа» (Е. Н. Пермитин, В. Я. Шишков, А. С. Иванов, С. П. Залыгин, А. Л. Коптелов, Г. М. Марков, С. В. Сартаков, Г. А. Федосеев, В. К. Шалагинов и другие) издавались тиражом 100—150 тыс. экземпляров.
В 1985 году было преобразовано в Новосибирское областное книжное издательство. В 1990-е годы количество выпускаемых издательством книг резко снизилось: в 1992 году — 35 наименований книг и брошюр, в 2000 году — 12 наименований, в 2001 году — менее 12 наименований. В 2008 году было преобразовано в издательство «Новосибирский писатель».

## Сотрудники

### Директора
- Израиль Абрамович Гольдберг
- Анна Александровна Никулькова
- Анна Михайловна Филиппова
- Иван Фёдорович Родько
- Борис Иванович Братчиков
- 1968—1987 — Нина Сергеевна Семаева
- 1991—2001 — Виталий Александрович Жигалкин[6]

### Главные редакторы
- 1971—1974 — Фролов, Валериан Степанович

## Награды
- 1977 — Премия Ленинского комсомола за создание 50-томной библиотеки «Молодая проза Сибири»[7].
- Медали ВДНХ, дипломы Государственного комитета Совета Министров СССР по делам издательств, полиграфии и книжной торговли за книжную серию «Библиотека сибирского романа»[2].